# G 10-Kommission
Die G 10-Kommission entscheidet von Amts wegen als unabhängiges und an keine Weisungen gebundenes Organ über die Notwendigkeit und Zulässigkeit sämtlicher durch die Nachrichtendienste des Bundes (Bundesnachrichtendienst, Bundesamt für Verfassungsschutz, Militärischer Abschirmdienst) durchgeführten Beschränkungsmaßnahmen (G-10-Maßnahmen) im Bereich des Brief-, Post- und Fernmeldegeheimnisses nach Artikel 10 des Grundgesetzes (GG). Geregelt ist sie im Wesentlichen in § 15 des Artikel 10-Gesetzes (G 10).

## Aufgaben, Befugnisse und Kritik
Aufgabe der G 10-Kommission ist die Kontrolle von G-10-Maßnahmen. Die Kontrollbefugnis der G 10-Kommission erstreckt sich auf die gesamte Erhebung, Verarbeitung und Nutzung der nach dem Artikel 10-Gesetz erlangten personenbezogenen Daten durch die Nachrichtendienste des Bundes einschließlich der Entscheidung über die Mitteilung an Betroffene.
Die G 10-Kommission ist ein Organ, das an die Stelle des Rechtswegs tritt. Sie ist jedoch kein Gericht, sondern besteht in der Regel aus (meist ehemaligen) Politikern und agiert innerhalb des Funktionsbereichs der Exekutive, obgleich sie nicht in diese inkorporiert ist. Sie übt Rechtskontrolle aus, kann dabei aber auch Opportunitätserwägungen treffen. Es handelt sich um ein Kontrollorgan eigener Art außerhalb der rechtsprechenden Gewalt, das als Ersatz für den gerichtlichen Rechtsschutz dient. Die G 10-Kommission übt keine parlamentarische Kontrollfunktion aus; im Anwendungsbereich des G 10 obliegt die politische Kontrolle dem Parlamentarischen Kontrollgremium. Die G 10-Kommission hingegen wird im Funktionsbereich der Exekutive tätig, indem sie über die Zulässigkeit und Notwendigkeit von konkreten Beschränkungsmaßnahmen entscheidet.
Die Mitglieder der G 10-Kommission nehmen ein öffentliches Ehrenamt wahr und werden vom Parlamentarischen Kontrollgremium nach Anhörung der Bundesregierung für die Dauer einer Wahlperiode des Deutschen Bundestages mit der Maßgabe bestellt, dass ihre Amtszeit erst mit der Neubestimmung der Mitglieder der Kommission endet (§ 15 Abs. 1 S. 4 G 10).
Die Beratungen der G 10-Kommission sind nach § 15 Abs. 2 G 10 geheim. Nach § 15 Abs. 3 G 10 werden ihr Mitarbeiter zur Verfügung gestellt, die entsprechenden technischen Sachverstand besitzen. Zur Erfüllung ihrer Aufgaben können die Mitglieder und Mitarbeiter der G 10-Kommission gemäß § 15 Abs. 5 S. 3 G 10 Auskunft zu ihren Fragen verlangen, Einsicht in alle Unterlagen und gespeicherten Daten nehmen, die im Zusammenhang mit der Beschränkungsmaßnahme stehen, und sich jederzeit Zutritt in allen Diensträumen verschaffen. Die G 10-Kommission kann zudem dem Bundesbeauftragten für den Datenschutz Gelegenheit zur Stellungnahme in Fragen des Datenschutzes geben.
Nach § 15 Abs. 7 G 10 unterrichtet das zuständige Bundesministerium des Innern monatlich die G 10-Kommission über Mitteilungen von Bundesbehörden an Betroffene nach § 12 Abs. 1 und 2 G 10 oder über die Gründe, die einer Mitteilung entgegenstehen. Wenn die G 10-Kommission selbst eine noch nicht erfolgte Mitteilung für geboten hält, ist diese unverzüglich vorzunehmen. § 12 Abs. 3 Satz 2 G 10 bleibt unberührt, soweit das Benehmen einer Landesbehörde erforderlich ist.
Die Kommission gibt sich eine Geschäftsordnung.

## Mitglieder

### 20. Wahlperiode des Bundestages
| Name                | Auf Vorschlag Partei | MdB      | Funktion                                |
| ------------------- | -------------------- | -------- | --------------------------------------- |
| Christian Flisek    | SPD                  | ehemalig | Vorsitzender                            |
| Bertold Huber       | B90/Grüne            | nein     | Stv. Vorsitzender                       |
| Rainer Funke        | FDP                  | ehemalig | Ordentliches Mitglied                   |
| Kirsten Lühmann     | SPD                  | ehemalig | Ordentliches Mitglied                   |
| Andreas Schmidt     | CDU                  | ehemalig | Ordentliches Mitglied                   |
| Monika Düker        | B90/Grüne            | nein     | Stellvertreter                          |
| Hans-Joachim Hacker | SPD                  | ehemalig | Stellvertreter                          |
| Jürgen Martens      | FDP                  | ehemalig | Stellvertreter                          |
| Patrick Sensburg    | CDU                  | ehemalig | Stellvertreter, bis zum 29. Januar 2025 |
| Johannes Singhammer | CSU                  | ehemalig | Stellvertreter                          |

Seit der Änderung des G-10-Gesetzes 2021 besteht die Kommission aus einem Vorsitzenden, vier Beisitzern und fünf Stellvertretern. Mindestens je drei Mitglieder und Stellvertreter müssen die Befähigung zum Richteramt besitzen. Der Vorsitzende benötigt seit 2021 nicht mehr die Befähigung zum Richteramt.

### 19. Wahlperiode des Bundestages
| Name                | Auf Vorschlag Partei | MdB      | Funktion              |
| ------------------- | -------------------- | -------- | --------------------- |
| Andreas Schmidt     | CDU                  | ehemalig | Vorsitzender          |
| Bertold Huber       | B90/Grüne            | nein     | Stv. Vorsitzender     |
| Rainer Funke        | FDP                  | ehemalig | Ordentliches Mitglied |
| Hans-Joachim Hacker | SPD                  | ehemalig | Ordentliches Mitglied |
| Christian Flisek    | SPD                  | ehemalig | Stellvertreter        |
| Ulrich Maurer       | Die Linke            | ehemalig | Stellvertreter        |
| Johannes Singhammer | CSU                  | ehemalig | Stellvertreter        |
| Hansjörg Huber      | AfD                  | nein     | Stellvertreter        |

Zusammengesetzt ist die G 10-Kommission nach § 15 Abs. 1 G 10 aus dem Vorsitzenden, der die Befähigung zum Richteramt besitzen muss, und drei Beisitzern sowie vier stellvertretenden Mitgliedern, die an den Sitzungen mit Rede- und Fragerecht teilnehmen können. Die Mitglieder müssen keine Abgeordneten des Bundestags sein.
Die Mitglieder der G 10-Kommission werden nach § 15 G 10 vom Parlamentarischen Kontrollgremium des Bundestages nach Anhörung der Bundesregierung jeweils für die Dauer der Bundestags-Wahlperiode berufen. Ihre Amtszeit endet erst mit der Neuberufung der G 10-Kommission, spätestens drei Monate nach Ablauf der Wahlperiode.
Die G 10-Kommission der 19. Wahlperiode des Bundestags hat sich am 23. Januar 2018 konstituiert.

### 18. Wahlperiode des Bundestages
Für die 18. Wahlperiode des Deutschen Bundestages (2013–2017) wurden im Januar 2014 als Mitglieder und Vertreter berufen: Vorsitzender Andreas Schmidt (geb. 1956, bis 2013 CDU-Bundestagsabgeordneter), stellvertretender Vorsitzender Bertold Huber, Frank Hofmann (geb. 1949, SPD-Bundestagsmitglied bis 2013) und Ulrich Maurer. Diese wurden vertreten (in der vorstehenden Reihenfolge) von Wolfgang Wieland (Grüne), Burkhard Lischka (SPD), Wolfgang Götzer (geb. 1955, CSU-Bundestagsabgeordneter) und Halina Wawzyniak (geb. 1973, DIE-LINKE-Bundestagsabgeordnete).

### 17. Wahlperiode des Bundestages
Die vier Mitglieder und ihre Vertreter für die 17. Wahlperiode des Deutschen Bundestages (2009–2013) waren als Vorsitzender Hans de With (geb. 1932, SPD-Bundestagsmitglied bis 1994) und als stellvertretender Vorsitzender Erwin Marschewski (geb. 1940, CDU-Bundestagsabgeordneter bis 2009), Rainer Funke (geb. 1940, FDP-Bundestagsabgeordneter bis 2005), sein Vertreter ist Hartfrid Wolff (geb. 1971, FDP-Bundestagsabgeordneter seit 2005). Außerdem war Mitglied Ulrich Maurer (geb. 1948, DIE-LINKE-Bundestagsabgeordneter), sein Vertreter war Bertold Huber (geb. 1948, Vorsitzender Richter am Verwaltungsgericht Frankfurt am Main). Vertreter des Mitglieds de With war Volker Neumann (geb. 1942, SPD-Bundestagsabgeordneter bis 2005). Erwin Marschewski wurde vertreten von Rudolf Kraus (1941–2018, CSU-Bundestagsabgeordneter bis 2005).

### 16. Wahlperiode des Bundestags
Die vier Mitglieder und ihre Vertreter für die 16. Wahlperiode des Deutschen Bundestages (2005–2009) waren als Vorsitzender Hans de With (Vertreter: Volker Neumann) und als stellvertretender Vorsitzender Erwin Marschewski (Vertreter: Rudolf Kraus). Ordentliche Mitglieder waren Max Stadler (geb. 1949, FDP-Bundestagsabgeordneter, vertreten durch Rainer Funke) und Ulrich Maurer (vertreten durch Berthold Huber).

## Berichte
Der Deutsche Bundestag wird über die Entscheidungen der G 10-Kommission regelmäßig durch einen Bericht informiert, welcher als Bundestagsdrucksache auch der Öffentlichkeit zur Verfügung gestellt wird. Über die Arbeit der G 10-Kommission wird zudem im jährlichen Bericht des Parlamentarischen Kontrollgremiums, den dieses nach § 14 Abs. 1 Satz 2 des G 10 wiederkehrend erstatten muss, Rechenschaft abgelegt.

### 2022
Am 17. Dezember 2024 veröffentlichte das Parlamentarische Kontrollgremium seinen Berichtüber die Durchführung des Gesetzes zur Beschränkung des Brief-, Post- und Fernmeldegeheimnisses sowie zu Maßnahmen nach dem Gesetz zur Bekämpfung des internationalen Terrorismus für das Kalenderjahr 2022.

### 2021
Am 23. Januar 2024 veröffentlichte das Parlamentarische Kontrollgremium seinen Bericht über Beschränkungsmaßnahmen von Brief-, Post- und Fernmeldegeheimnis für das Kalenderjahr 2021.

### 2020
Am 14. Dezember 2022 veröffentlichte das Parlamentarische Kontrollgremium seinen Bericht über Beschränkungsmaßnahmen von Brief-, Post- und Fernmeldegeheimnis für das Kalenderjahr 2020.

### 2019
Am 10. September 2021 veröffentlichte das Parlamentarische Kontrollgremium seinen Bericht über Beschränkungsmaßnahmen von Brief-, Post- und Fernmeldegeheimnis für das Kalenderjahr 2019.

### 2018
Am 24. Juni 2020 veröffentlichte das Parlamentarische Kontrollgremium seinen Bericht über Beschränkungsmaßnahmen von Brief-, Post- und Fernmeldegeheimnis für das Kalenderjahr 2018.

### 2017
Am 24. Mai 2019 veröffentlichte das Parlamentarische Kontrollgremium seinen Bericht über Beschränkungsmaßnahmen von Brief-, Post- und Fernmeldegeheimnis für das Kalenderjahr 2017.

### 2016
Am 5. Dezember 2017 veröffentlichte das Parlamentarische Kontrollgremium seinen Bericht über Beschränkungsmaßnahmen von Brief-, Post- und Fernmeldegeheimnis für das Kalenderjahr 2016. Die G 10-Kommission trat wie in § 15 Abs. 4 Satz 1 G 10 vorgeschrieben mindestens einmal monatlich zusammen. Dabei entschied sie entsprechend ihrer Aufgabenstellung über die Zulässigkeit von Beschränkungsmaßnahmen, was konkret zu folgenden Ergebnissen führte:
- Beschränkungen nach § 3: Im ersten Halbjahr wurden 118 Beschränkungsmaßnahmen und im zweiten Halbjahr 143 Beschränkungsmaßnahmen genehmigt. In der ersten Jahreshälfte kam es dabei zu 386 Hauptbetroffenen und in der zweiten Jahreshälfte zu 431 Hauptbetroffenen. Mit 317 war die Zahl der Nebenbetroffenen in beiden Jahresteilen gleich hoch. Im ersten Halbjahr wurden insgesamt 1 767 Telefonanschlüsse und im zweiten Halbjahr 1 980 Telefonanschlüsse überwacht.
- Mitteilung an Betroffene nach § 12: Es ergingen 94 Mitteilungsentscheidungen zu 519 aus der Überwachung ausgeschiedenen Personen bzw. Institutionen. In 139 Fällen wurde entschieden, die Betroffenen zu unterrichten. Vorerst verneint wurden die Mitteilungsvoraussetzungen bei 347 Personen bzw. Institutionen.
- Bei allen eingegangen 13 Beschwerden von Personen, die glaubten, von Überwachungsmaßnahmen betroffen zu sein oder dies tatsächlich waren, wurde festgestellt, dass keine Rechte aus Artikel 10 GG verletzt worden sind.
- Zustimmung zu Maßnahmen im Bereich strategische Beschränkung: In den Bereichen „Internationaler Terrorismus“, „Proliferation und Konventionelle Rüstung“ und „Cyberkriminalität“ wurden strategische Beschränkungen angeordnet. Im Bereich „Internationaler Terrorismus“ stimmte die G 10-Kommission dabei im ersten Halbjahr 858 Suchbegriffen und im zweiten Halbjahr 1.449 Suchbegriffen zu. Hierdurch wurden 34 als nachrichtendienstlich relevant eingestufte Vorgänge erfasst. Im Bereich „Proliferation und konventionelle Rüstung“ stimmte die G 10-Kommission im ersten Halbjahr 179 und im zweiten Halbjahr 200 Suchbegriffen zu. 19 Vorgänge in diesem Bereich wurden als von nachrichtendienstlichem Wert eingestuft. Im Bereich „Cyberkriminalität“ genehmigte die G 10-Kommission in beiden Jahresteilen 1 144 Suchbegriffe.

## G 10-Gremium
Nachdem das G 10-Gesetz im Jahr 1968 in Kraft getreten war, wurde die G 10-Kommission vom sogenannten „G 10-Gremium“ bestellt, welches aus fünf vom Bundestag bestimmten Abgeordneten bestand. Der Bundesminister des Innern unterrichtete im Abstand von höchstens sechs Monaten dem Gremium über die Durchführung des G 10-Gesetzes (§ 9 Abs. 1 G 10 i. d. F. vom 15. August 1968). Später ging das G 10-Gremium im Parlamentarischen Kontrollgremium auf.

## Landesebene
In den Ländern bestehen Kommissionen, die vergleichbare Aufgaben wahrnehmen:
- Baden-Württemberg: G 10-Kommission[13]
- Bayern: G 10-Kommission[14]
- Berlin: G 10-Kommission[15]
- Brandenburg: G10-Kommission[16]
- Bremen: G 10-Kommission[17]
- Hamburg: G10-Kommission[18]
- Hessen: G 10-Kommission[19]
- Mecklenburg-Vorpommern: G 10-Kommission[20]
- Niedersachsen: G 10-Kommission[21]
- Nordrhein-Westfalen: G 10-Kommission[22]
- Rheinland-Pfalz: G 10-Kommission[23]
- Saarland: G 10-Kommission[24]
- Sachsen: G-10-Kommission[25]
- Sachsen-Anhalt: G 10-Kommission[26]
- Schleswig-Holstein: G 10-Kommission[27]
- Thüringen: G-10-Kommission[28]

## Rechtschreibung
Die Bezeichnung im Gesetz (§ 15 G 10) und auf der Seite des Deutschen Bundestages lautet „G 10-Kommission“. Diese entspricht nicht den außerhalb von Eigennamen anwendbaren Regeln der deutschen Rechtschreibung, nach der zusammengesetzte Nomen durchgekoppelt werden; erwartbar wäre danach eigentlich die Schreibweise „G-10-Kommission“ mit zwei Bindestrichen. Für Eigennamen besteht aber eine Ausnahmeregelung.